# أليكس فينيريديس
أليكس فينيريديس (بالإنجليزية: Alex Feneridis)‏ (13 نوفمبر 1989 ويلينغتون نيوزيلندا - ) هو لاعب كرة قدم نيوزلندي، يلعب كلاعب وسط.

## روابط خارجية
- أليكس فينيريديس على موقع الاتحاد الدولي (مؤرشف)  (الإنجليزية)
- أليكس فينيريديس على موقع قاعدة بيانات كرة القدم.إي يو (الإنجليزية)
- أليكس فينيريديس على موقع Soccerway.com (الإنجليزية)
- أليكس فينيريديس على موقع عالم كرة القدم.نت (الإنجليزية)
- أليكس فينيريديس على موقع أوليمبيديا (الإنجليزية)
- أليكس فينيريديس على موقع اللجنة الأولمبية النيوزيلندية (الإنجليزية)